# 天野久

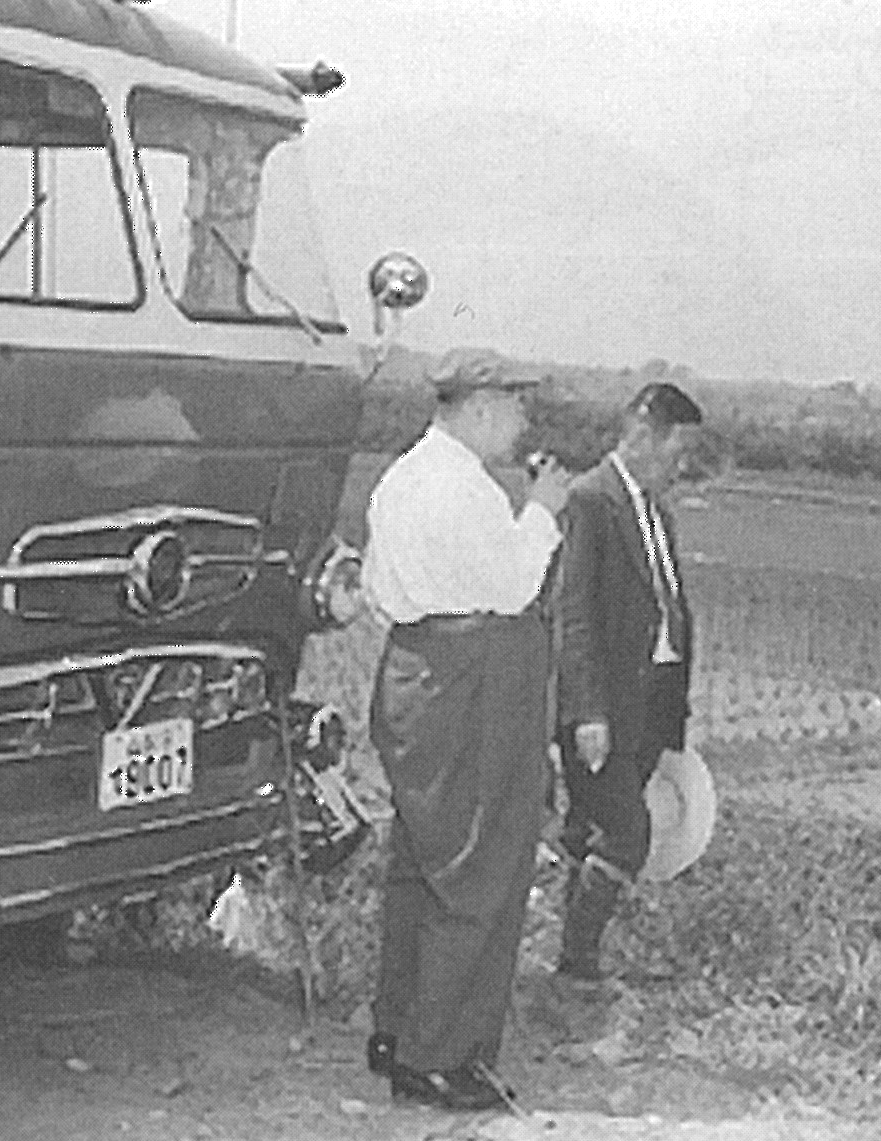
地方病予防撲滅を有病地の住民に直接呼びかける天野久。
1955年（昭和30年）頃

天野 久（あまの ひさし、1892年1月5日 - 1968年2月15日）は、日本の政治家、実業家。位階は従三位、勲等は勲二等。衆議院議員（3期）。山梨県知事（公選第2-5代）。

## 来歴

### 出生から初の県人知事へ
山梨県東山梨郡七里村下於曽（のち東山梨郡塩山町→塩山市、現在の甲州市塩山下於曽）の出身。生家は江戸時代には村役人を務める。高等小学校卒業後に上京し、官費の逓信講習所（現在の電気通信大学）入学を望むが果たせずに帰郷し、1911年（明治44年）に下於曽で、政友会代議士でもある田邊七六の経営する田辺酒造店に奉公する。後に北都留郡笹子村（現大月市笹子町）で笹一酒造を創業し、山梨県酒類販売連合会会長などを務める。また、笹子郵便局長を兼ねていた。
1946年（昭和21年）12月には戦後初めての第22回衆議院議員総選挙が行われるが、第22回総選挙では前回当選した代議士のうち今井新造、高野孫左衛門らは戦争協力を理由に出馬を辞退し、進歩党総務の田辺七六と旧民政党系で富士山麓電気鉄道社長の堀内一雄が公職追放のため立候補が不可能となっていた。
こうした状況のなかで田辺は無産勢力の進出に対抗するため候補者の擁立をはじめ、郡内代表で大月郵便局長の志村信らに推された天野が候補者に擁立された。天野は政治経歴皆無であったが、日本進歩党から立候補し、第22回総選挙で進歩党は天野を含め4人を公認し、日本自由党や社会党、共産党、無所属など32人の候補が乱立するが、4月10日の投票で、天野は社会党の平野力三に次ぐ2位で当選した。以来連続3期当選を重ねる。この間に芦田内閣で建設政務次官を務めた。
1951年（昭和26年）4月の統一地方選挙における第2回山梨県知事選挙を控えた県内では現職の吉江勝保の対抗馬を探し、民主党県議会議員の星野重次、社会党議員の丸山三郎、労働組合幹部の竹中英太郎らは天野に対して出馬を打診を受し、同年3月12日には県政刷新連盟（刷新連）が結成される。
当時、中央政界では1950年（昭和25年）6月の朝鮮戦争勃発後、民主党は民自党の第2次吉田内閣への連立を巡り党内が分裂しており、連立派に属していた天野はこの時点で保革連合による知事選出馬を留保していたが、同3月16日に立候補を決定する。
天野の出馬により民主党県議団は分裂し、民主自由党・民主党の一部は吉江を支持し、社会民主党の平野力三や松沢一らと反共民主連盟を結成し、知事選は刷新連対反共民主連盟の対立構図となった。
1951年4月に実施された第2回山梨県知事選において、天野は県政民主化を主張して22万1509票を獲得し、吉江を5万票差で破って初当選し初の県人知事となる。また、同時に行われた山梨県議会選挙で民主党9人、社会党5人、山梨県教職員組合推薦議員5人、無所属5人の24人で県議会の与党「新政会」を結成し、吉江派の野党「政和会」と対峙した。
4期16年勤めた。天野は当選後に人事の刷新を行い、副知事には財界人の小林中らが推す郵政省簡易保険局長・金丸徳重を抜擢した。
1955年（昭和30年）の2選目では社会党陣営が副知事の金丸徳重、前代議士の小林信一の候補者一本化に手間取り、天野が圧勝する。
1959年（昭和34年）の3選目では保守陣営の反天野派が山梨日日新聞社社長の野口二郎の擁立を試みるが失敗し、小林信一が対抗馬として立候補した。
1963年（昭和38年）の4選目では天野派であった山梨県農協中央会長の星野重次が立候補を表明したことにより保守陣営が分裂するが、社会党陣営が独自候補として金丸徳重を擁立したため反天野派は共倒れとなり、かろうじて当選を果たした。
1966年（昭和41年）11月の秋の叙勲で勲八等から勲二等に叙され、旭日重光章を受章する。
1967年（昭和42年）の知事選では5期目を目指したが、国政から転身した田邊圀男（七六の子）に敗れた。
1968年2月15日、死去した。76歳没。同月16日、特旨を以て位記を追賜され、死没日付をもって従三位に叙された。

## 天野県政の施策
天野県政では県主導で総合開発計画を策定し、産業振興や新笹子トンネル、野呂川林道の開発、富士山有料道路（富士スバルライン）などの建設など交通・通信整備や富士北麓開発、観光業の振興などを行った。
一方で天野県政期に山梨県財政は悪化し、1956年（昭和31年）4月には山梨県に地方財政再建促進特別措置法（地財法）が適用されるに至り、財政再建に尽力した。また天野県政期には台風被害など自然災害にも見舞われ、北富士演習場問題も顕在化した。

### 総合開発計画と産業振興
1950年（昭和25年）には国土総合開発法が制定され、全国で電源開発を主体とする地域開発計画が策定される。山梨県でも同年に山梨県総合開発審議会条例を制定し、富士山麓や富士川・桂川地区において総合開発計画が策定され、野呂川総合開発・新笹子トンネルの開発が定められた。
日本経済が高度経済成長期に突入すると、1962年（昭和37年）には全国総合開発計画が制定される。これは日本列島の工業地帯が太平洋ベルト地帯に集中している実情に対して、地域間の格差を解消し均衡的発展を目標としたもので、1969年（昭和44年）にはさらに第二次全国総合開発計画が定められる。山梨県においても、これを受けて長期総合開発計画が策定され、天野県政期の1964年（昭和39年）には「県勢振興基本計画」が定められ、天野県政以降の田辺県政期の1968年（昭和43年）に「長期開発計画」、1976年（昭和51年）には「長期総合開発計画」が定められ継承される。
天野は1961年（昭和36年）3月に「産業振興基本計画」を策定し、10カ年を目途に産業振興による県民所得の倍増を目指した。天野は山梨県が東京の隣接県でありながらも、県民の農業への過剰就業と工業部門の発展途上など山梨県の産業構造を指摘し、農業の経営改善と工場誘致の必要性を論じている。さらに、道路・鉄道の交通機関や電話など通信網が未整備であることも指摘し、富士北麓の観光開発の構想なども示されている。
さらに1964年（昭和39年）9月には県勢振興基本計画を策定し、同年1月の山梨県総合開発審議会において天野は中央自動車道東京 - 富士吉田市間の着工決定や国鉄・中央線の電化・複線化による山梨県を巡る輸送網の整備を好機とし、農業の近代化、中軸残業として工業・観光業の振興を重要課題とし、福祉の向上なども掲げた。
天野県政の産業振興基本計画は総合・農林・商工・観光・交通・治山治水・都市計画の七部海で構成され、地方庁が最初に取り組んだ長期計画として画期的なものであるとする一方で、計画は基本的な構想をまとめたものであり、部門によっては計画のみで終わり、財源や年次計画・地域計画も欠如し実効性に乏しいとする評価もある。

### 野呂川総合開発

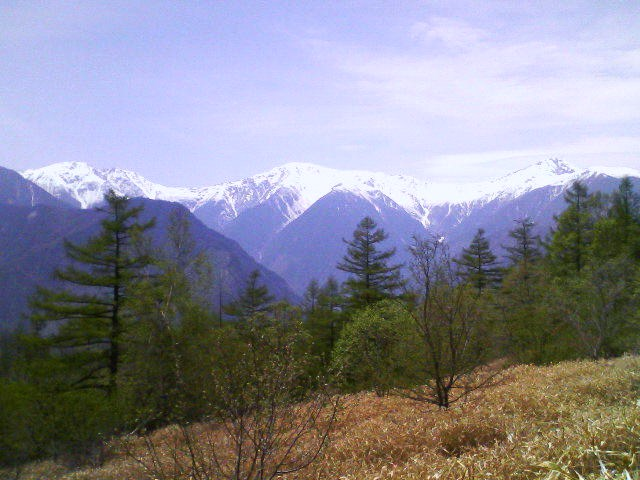
夜叉神峠と白峰三山

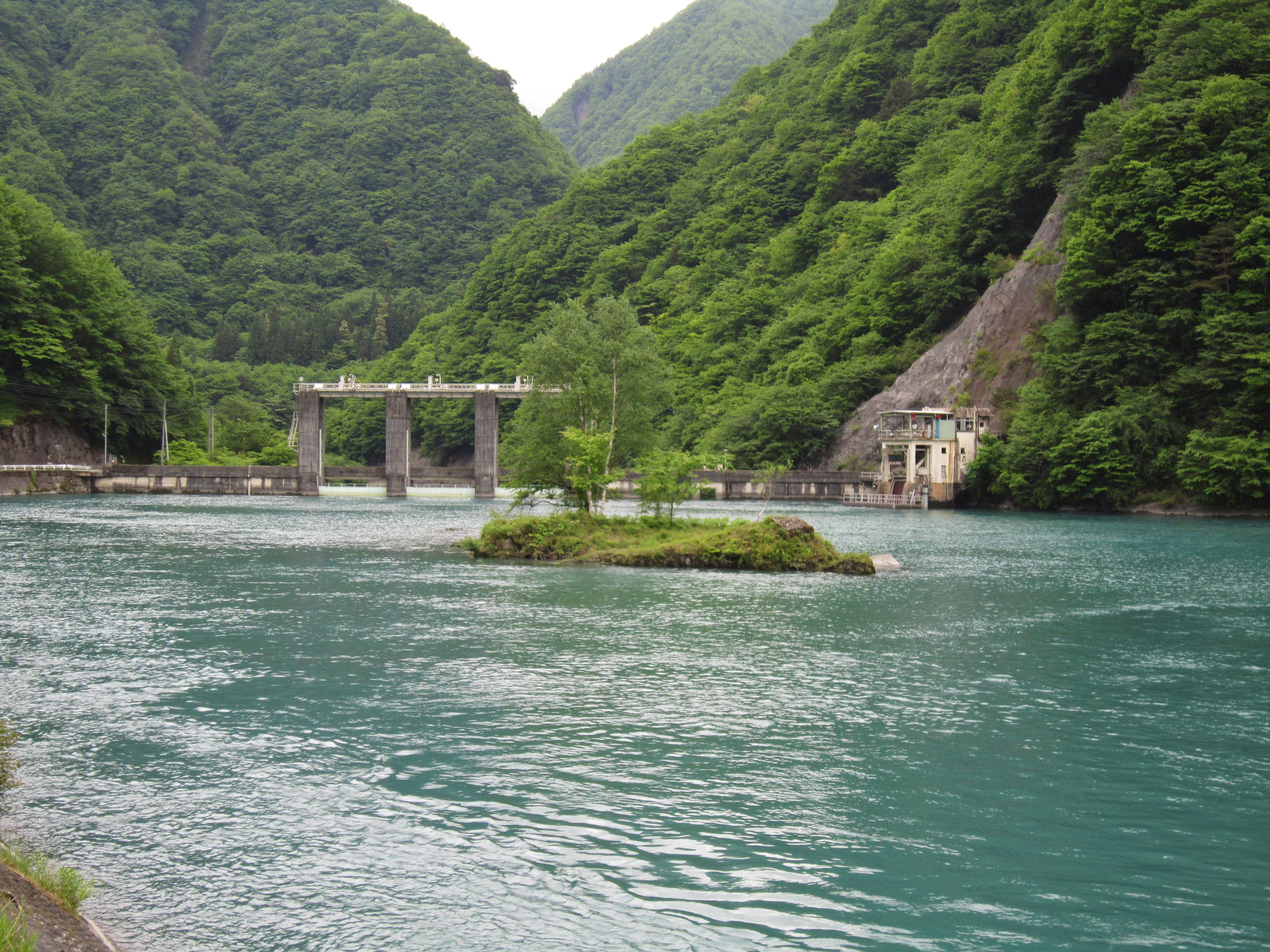
西山ダム

野呂川は早川の支流で、現在の南アルプス市芦安を南流し、早川と合流する。南アルプス市域である釜無川右岸一帯は、釜無川に近接する東部の低地は水害の被害が受けやすく、西部の山地から台地にかけては河川が流れず、「原七郷」と呼ばれる乾燥地帯であった。
江戸時代には、夜叉神峠に隧道を通し、野呂川の水を通す計画は、実現不可能なことの代名詞として「野呂川ばなし」と呼ばれた。また現実には、仮にこの計画が実行された場合、盆地底部の釜無川右岸地域においては、浸水の危険性があることから、村落間の利害の不一致が存在した。
天野は知事就任直後に、まず総合開発計画の一環として、野呂川総合開発を推進する。野呂川総合開発は、夜叉神峠に林道を通し、野呂川奥地の林産資源輸出の促進と、さらに早川流域に複数の水力発電所を建設し、双方の収益を以って原七郷地域に上水道を敷設し、盆地底部においては土地改良を実施する計画であった。
これに対しては、関係町村で賛否両論があり、白根町の原七郷地域では計画に賛成する陳情が出される一方で、盆地底部の町村では、夜叉神峠のトンネルが将来的に引水に利用されることを懸念し、反対を陳情した。
天野は計画の推進を表明し、1952年（昭和27年）7月には、1,148メートルの夜叉神トンネルが着工され、1955年（昭和30年）に開通する。一方、野呂川林道は延長25キロメートルの林道で、1962年（昭和37年）10月に完成した
電力事業は、1953年（昭和28年）に山梨県営西山発電所（西山ダム）が着工し、1957年（昭和32年）3月に完成した同年9月には奈良田第一発電所・奈良田第二発電所が着工し、両発電所は1959年（昭和34年）の台風7号・台風15号（伊勢湾台風）および同時期に発生した赤石山脈を震源とする地震の影響を受け完成が遅れたが、1961年（昭和36年）に完成した。さらに、1963年（昭和38年）には野呂川発電所も完成し、4つの発電所は早川渓谷沿いの電源開発道路により野呂川林道と接続された。
一方、原七郷に対する上水道建設は、地域住民との交渉を巡って難航し、天野は原七郷に野呂川の水利権を放棄させる代償として、早川水系の発電所の収益を以って、上水道建設費を負担する構想を抱いていた。上水道建設費は、山梨県と東京電力・日本軽金属の三者が1：2：1の割合で負担する案が提示されたが、これに対して東京電力が難色を示した。東京電力は、西山発電所建設最中に上水道の建設費を負担する代償に、奈良田第一・第二発電所と野呂川発電所の建設と、西山発電所の売電買い取り、単価の引き下げを要求した。天野はこれに対して強い姿勢で望み、紆余曲折の末に県営発電が認可され、上水道の財源問題は決着した。
現在、南アルプス市飯野の白根桃源美術館には「天水沿七郷」と刻まれた上水道建設碑が存在する。

### 富士北麓総合開発

#### 財政再建と自然災害
一方で天野県政期には財政赤字が拡大し、1955年（昭和30年）には累積赤字が8億円を超える状態となった。このため、1956年（昭和31年）4月には山梨県と甲府市をはじめとする5市6町村に地方財政再建促進特別措置法（地財法）が適用され、財政再建団体となる。天野県政では行政機構の改革や、恩賜林特別会計から一般会計への繰越などを行い、財政再建を果たした。
また、1959年（昭和34年）の台風7号・台風15号による被害は、1907年（明治40年）に発生した明治40年の大水害に次ぐ激甚災害となった。また、1966年（昭和41年）の台風26号も山梨県内に大きな被害を出した。天野は政府に対して災害復旧の助成を求め、昭和34年度には特例法により国庫負担が認められた。

#### 北富士演習場問題の顕在化
また、天野県政期には北富士演習場問題が顕在化する。北富士演習場は富士山北麓の現在の富士吉田市から南都留郡山中湖村にかけて存在し、江戸時代に周辺村落の入会地だった土地が、近代に皇室領としての御料林を経て明治末年に恩賜林として山梨県有財産となった。
1936年（昭和11年）には大日本帝国陸軍が、梨ケ原周辺の山梨県有地や民有地を買収して演習場を形成し、この時には地元住民の下草や馬糞、廃弾採取の立ち入りを認めていた。戦後には1945年（昭和20年）10月にアメリカ軍が演習場を接収し、1950年（昭和25年）2月には旧陸軍梨ケ原廠舎にキャンプ・マックネアを設置し、周辺を立入禁止措置とした。また、これに伴い基地周辺の風紀問題や地域児童への影響も顕在化した。
北富士演習場問題の発生により、梨ヶ原地区では忍野村忍草入会組合が、アメリカ軍による入会慣行の阻害に対する保証を要求し、天野は1951年（昭和26年）の第2回知事選に際して組合の要望を支持して、恩賜林払い下げの促進を語っている。
日本では、1950年（昭和25年）から1953年の朝鮮戦争後も、冷戦による軍事的緊張が持続したため、日本の在日米軍基地は拡大を続けた。1951年（昭和29年）に、北富士演習場は精進湖・本栖湖近辺までを含む「B地区」にまで拡大され、船津口登山道が閉鎖される。これを契機に、山梨県では反対運動が加熱し、デモ隊と警官隊の衝突による検挙者や死亡者も出る事態に発展した。さらに、忍野村忍草入会組合と富士吉田市外二ヶ村恩賜県有財産保護組合（吉田恩賜林組合）との利害の衝突など、組合同士の対立も発生した。
1955年（昭和30年）3月27日には、北富士演習場B地区返還期成同盟が結成され、天野は会長に就任した。1956年（昭和31年）3月にはキャンプ・マックネアのアメリカ海兵隊が沖縄県に移駐し、1958年（昭和33年）6月20日には、A地区の一部・B地区の大部分が山梨県に返還された。防衛庁はアメリカ軍移駐後に、自衛隊の演習場に使用転換するために山梨県と協議し、1959年（昭和34年）2月には、天野が立ち会い、防衛庁幹部から富士吉田市と二か村の首長に自衛隊駐屯・演習場の使用条件が伝達された。
アメリカ軍の移駐・自衛隊への使用転換により、演習場問題は縮小するが、その後も日本国政府・防衛庁と組合間の返還交渉は続き、天野は1961年（昭和36年）9月の防衛庁長官覚書において、入会慣行の尊重が提示されると、これに異議を唱え、当初の入会慣行を後援する立場から否定する姿勢に変化し、1963年（昭和38年）6月25日の山梨県議会では、県有林野の入会権を否定する宣言を発するに至った。
この頃、天野県政の進める長期総合開発では、野呂川総合開発事業が完了しており、次の計画を富士北麓総合開発に定めていた。このため、天野の姿勢変化の背景には、入会慣行容認が富士北麓開発に与える重大な障害を懸念していたことが指摘される。
天野の姿勢変化に対して、組合では大同団結を呼びかけ、1964年（昭和39年）10月13日には、北富士演習場林野関係権利者協議会（権利協）が発足した。権利協は政府・防衛庁と入会慣行の容認を条件に、演習場の使用転換を認める合意に至り、1965年（昭和40年）10月には覚書が調印されるが、これは山梨県による反対で流れる。
1965年（昭和40年）11月に、天野は防衛庁長官と会談し、林雑補償以外の民生施策は、山梨県と協議して行う点で合意した。同年7月には「防衛施設周辺の整備等に関する法律」が施行されるが、天野はそれに合わせて、総額169億円規模の周辺整備事業計画総括表を日本国政府へ提出した。
1967年（昭和42年）1月には山梨県知事選挙が実施されるが、権利協は天野の対抗馬として田邊圀男を擁立し、天野は落選した。北富士演習場問題は、次の田辺県政期にも持ち越された。

## 親族
- 天野建（三男） - 石和町長、公選第12-14代山梨県知事。